# 西東灘駅
西東灘駅（ソドンタンえき）は大韓民国京畿道烏山市外三美洞にある、韓国鉄道公社餅店基地線の駅。駅番号は(P157-1)。

## 概要
当駅は華城市と烏山市の境界にある餅店車両事業所の内部にある。近くに東灘新都市があり、東灘新都市の住民の利便性のために建設された。ソウル交通公社所属の電車やKORAIL所属の光云大駅始発の列車または一部の光云大駅以南の駅始発の列車は当駅を終着駅としている(例外として平日朝に2本のみ議政府始発当駅終着がある)。2010年2月27日午前11時に行われた開通式に先立って、前日の2月26日の始発から営業を開始した。

## 駅構造
島式ホーム1面2線を有する地上駅。駅舎はホーム北東側にあり、ホームと跨線橋で結ばれている。
出口は1番と2番の2ヶ所ある。

### のりば
| 1・2 | 1号線（餅店基地線） | 餅店・九老・清凉里・光云大方面 |

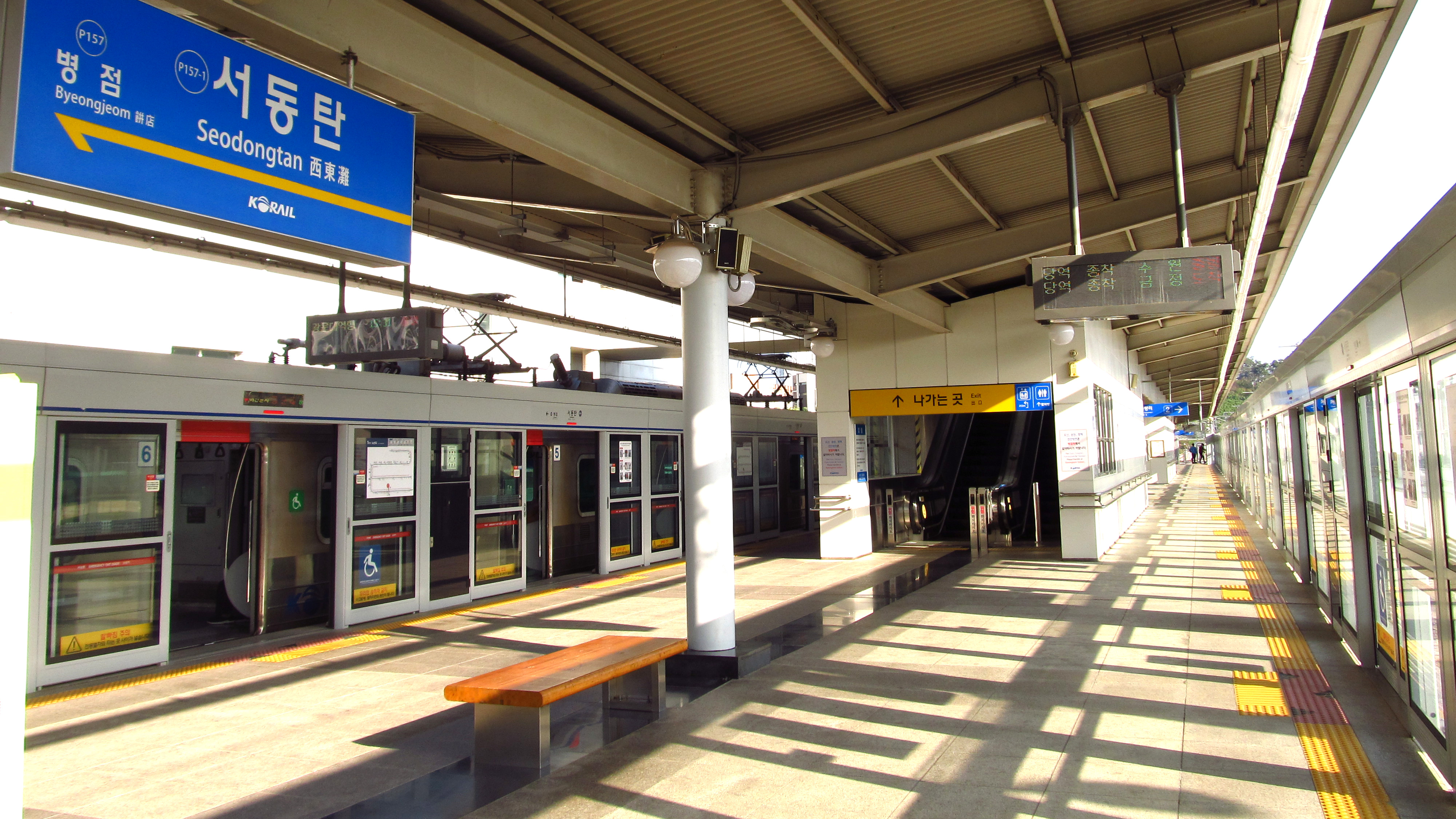
ホーム（2019年撮影）

## 駅周辺
SRTが発着する水西平沢高速線東灘駅は、当駅から直線距離で約4km離れている。
- 餅店車両事務所

### バス路線
東灘新都市の循環バス路線である701-1番と709番と709-1番がある。

## 歴史
- 2009年10月14日 - 駅名を「西東灘駅」に決定。
- 2010年2月26日 - 開業。

### 駅名について
当駅は華城市と烏山市の境界にあるので、駅名について両方の自治体間の論争があった。烏山市は駅が属する敷地の大部分が烏山市外美山洞に属しているので「三美駅」にするべきと主張した。これに対し華城市は、事業の推進について烏山市は費用の分担をせず、華城市は負担をしたことから、（総額340億ウォンのうち、 韓国土地住宅公社は200億ウォン 、華城市は140億ウォンの負担をした。）東灘新都市の西側に位置していることから「西東灘駅」にするべきと主張した。韓国鉄道公社は2009年10月14日に華城市の意見を受け入れ、駅名を西東灘駅にすることに決定した。ただし、これに反発する烏山市民は西東灘駅の駅名を取り消してほしいという訴訟を出している。

## 利用状況
近年の一日平均利用人員推移は下記のとおり。なお、2010年は開業日の2月26日から12月31日までの309日間の平均である。
| 路線       | 路線     | 2010年 | 2011年 | 2012年 | 2013年 | 2014年 | 2015年 | 2016年 | 2017年 | 2018年 | 2019年 | 出典  |
| ---------- | -------- | ------ | ------ | ------ | ------ | ------ | ------ | ------ | ------ | ------ | ------ | ----- |
| 餅店基地線 | 乗車人員 | 936    | 1,113  | 1,238  | 1,318  | 1,470  | 1,575  | 1,623  | 1,609  | 1,698  | 1,833  | [ 4 ] |
| 餅店基地線 | 降車人員 | 980    | 1,112  | 1,210  | 1,238  | 1,366  | 1,454  | 1,480  | 1,440  | 1,507  | 1,598  | [ 4 ] |
| 路線       | 路線     | 2020年 | 2021年 | 2022年 |        |        |        |        |        |        |        |       |
| 餅店基地線 | 乗車人員 | 1,268  | 1,228  | 1,274  |        |        |        |        |        |        |        |       |
| 餅店基地線 | 降車人員 | 1,098  | 1,111  | 1,164  |        |        |        |        |        |        |        |       |

## 隣の駅
韓国鉄道公社
餅店基地線 
緩行
餅店駅 (P157) - 西東灘駅 (P157-1)